# Tinodes meleagris
Tinodes meleagris är en nattsländeart som beskrevs av Malicky 1995. Tinodes meleagris ingår i släktet Tinodes och familjen tunnelnattsländor. Inga underarter finns listade i Catalogue of Life.